# Trichechus manatus
Espèce
Statut de conservation UICN

 CR C1 : 
En danger critique
Statut CITES
Répartition géographique
Le Lamantin des Caraïbes (Trichechus manatus) est un lamantin, et l'espèce la plus grande encore en vie de mammifère de l'ordre des siréniens (qui comprend aussi le Dugong et une espèce éteinte, la Rhytine de Steller). Le lamantin des Caraïbes, Trichechus manatus, est une espèce distincte du Lamantin d'Amazonie, T. inunguis, et du Lamantin d'Afrique de l'Ouest, T. senegalensis.

## Caractéristiques

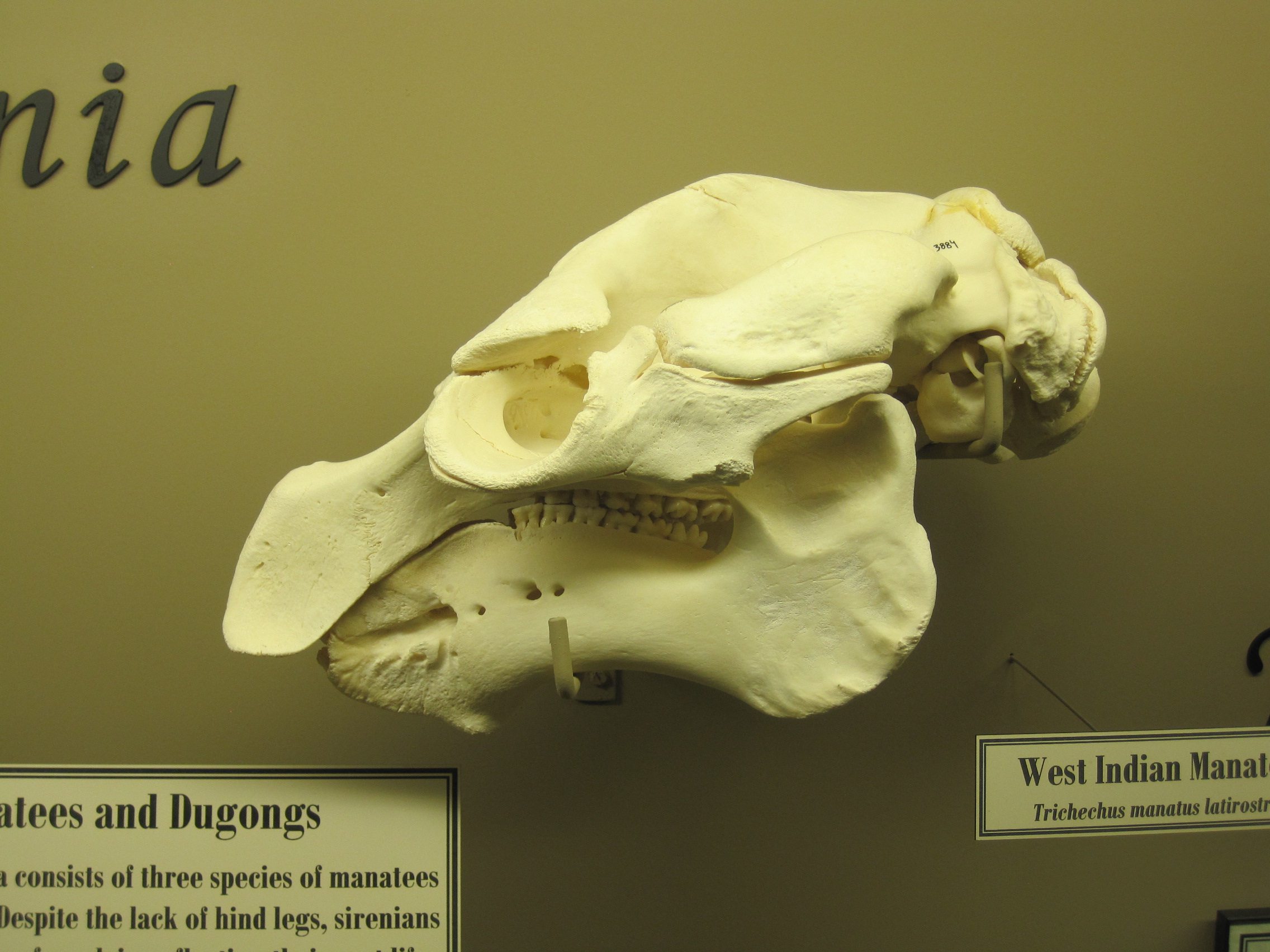
Crâne de lamantin Trichechus manatus.
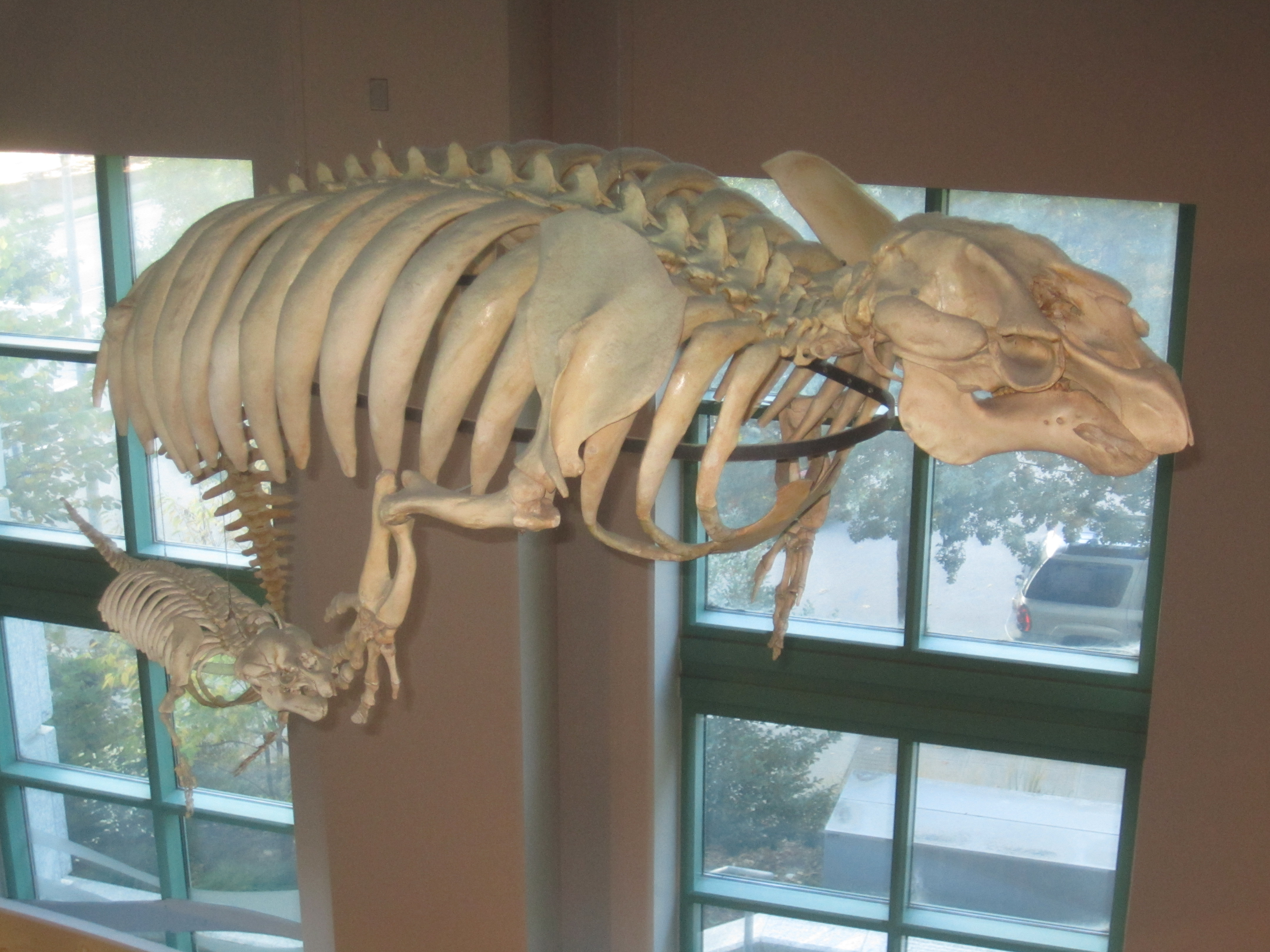
Squelettes exposés au Musée des sciences naturelles de Caroline du Nord.
- 3D Modèle 3D du squelette

## Habitat et répartition
On le trouve entre autres dans la réserve de biosphère du marais de Zapata.

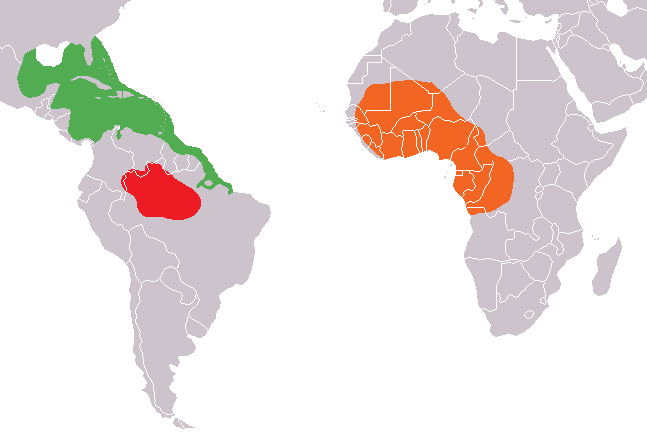
Trichechus manatus

- Trichechus manatus

## Classification
D'après des études génétiques et morphologiques, le Lamantin des Caraïbes est subdivisé en deux sous-espèces, le Lamantin de Floride (T. m. latirostris) et le Lamantin des Antilles ou lamantin caraïbéen (T. m. manatus),. Toutefois, une recherche génétique récente (ADN mt) suggère que le lamantin des Caraïbes est composé de trois groupes qui sont plus ou moins répartis géographiquement :
- en Floride et dans les grandes Antilles ;
- en Amérique centrale et au Nord de l'Amérique du Sud ;
- au Nord-Est de l'Amérique du Sud[4].

## Menaces et conservation

### Menaces
L'UICN (24 janvier 2023) classe l'espèce en catégorie CR (en danger critique) dans la liste rouge des espèces menacées depuis 1982. L'espèce a vu sa population décliner de plus de 10 % en 20 ans.
Cette espèce rare est aujourd'hui protégée dans le monde entier. Le lamantin des Caraïbes est particulièrement menacé : il a disparu de nombreuses îles des Antilles comme la Martinique ou la Guadeloupe.
Bien qu'il n'ait aucun prédateur, l'expansion humaine a réduit son habitat dans les marais côtiers et beaucoup d'animaux sont blessés par les hélices des hors-bords. L'ingestion accidentelle de filets de pêche, de déchets de plastiques (sur lesquels d'autres polluants peuvent être adsorbés) et autres accessoires de pêche peut aussi le tuer, de même que certains blooms planctoniques toxiques. Ils ne sont pas carnivores, mais consommant une grande quantité d'aliments végétaux, il peut bioconcentrer certains polluants (ex : Organochlorés retrouvés dans l'organisme des lamantins de Floride).
Dès 1904, l'État de Floride a interdit la chasse de ces animaux inoffensifs pour l'Homme. Elle est aujourd'hui prohibée dans le monde entier. Les lamantins figurent depuis 1973 sur la liste des espèces en voie de disparition. Les chocs avec les bateaux sont la principale cause de mortalité chez les lamantins de Floride. L'aquarium de Miami est le premier à avoir réussi la reproduction en captivité.
Une exposition prolongée à des températures inférieures à 20 °C peut leur être fatale et ils ne peuvent survivre sous 15 °C. Lors des hivers 2009 et 2010, l'hypothermie et le stress ont tué au moins 400 de ces mammifères menacés, selon la Florida Fish and Wildlife Conservation Commission (en)[réf. nécessaire].
| Année                   | 1991 | 1992 | 1995 | 1996 | 1997 | 1998 | 1999 | 2000 | 2001 | 2002 | 2003 | 2004 | 2005 | 2006 | 2010 |
| ----------------------- | ---- | ---- | ---- | ---- | ---- | ---- | ---- | ---- | ---- | ---- | ---- | ---- | ---- | ---- | ---- |
| Population (en Floride) | 1267 | 1844 | 1456 | 2277 | 2241 | 2018 | 1865 | 1646 | 3300 | 1758 | 2843 | 2505 | 3143 | 3116 | 5067 |

### Conservation

#### Élevage en captivité

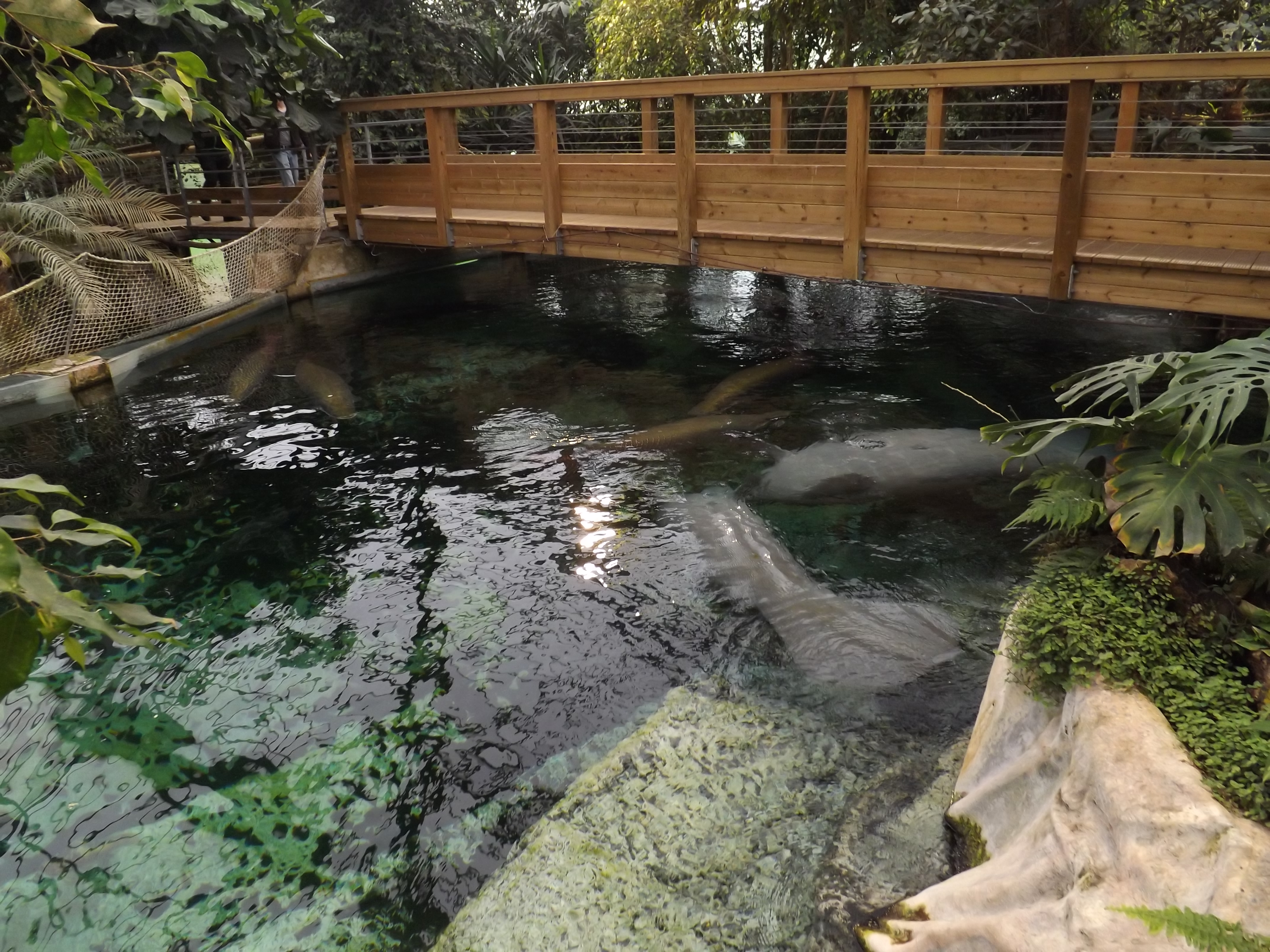
Les lamantins des Caraïbes à Beauval, dans l'ancienne serre tropicale.

Le Lamantin des Caraïbes fait l'objet d'un programme européen d’élevage conservatoire (EEP) de l'Association européenne des zoos et aquariums (EAZA) coordonné par le Zoo de Nuremberg en Allemagne. Ainsi, l'espèce est, en janvier 2020, présentée dans neuf parcs zoologiques européens, pour un total de 39 individus. Les groupes les plus grands se trouvent au ZooParc de Beauval dans le dôme équatorial, au Zoo de Wrocław (Pologne), au Parc zoologique de Paris dans la grande serre tropicale et au Zoo Odense (en) (Danemark), ces quatre institutions présentant les deux tiers des individus sur le continent européen.
Bien qu'il ne fasse pas l'objet d'un programme nord-américain d'élevage conservatoire (SSP), il est présenté dans neuf parcs zoologiques sur ce continent, pour une quarantaine d'individus également. On y rencontre un des plus grands groupes existants, d'une quinzaine d'individus, au Zoo de Tampa (en) (Floride). Le seul autre groupe de taille similaire se trouve au Zoo de Singapour.

#### Tentative de réintroduction en Guadeloupe
Plus vu en Guadeloupe depuis le début du XXe siècle après avoir été victime d'une chasse importante, l'espèce a fait l'objet d'un programme de réintroduction dans le Grand Cul-de-sac marin,,. Le projet a débuté par une phase préparatoire entre 2010 et 2015, pendant laquelle des liens ont été créés avec des donneurs potentiels et un centre d'élevage installé. Cependant, le programme s'est heurté à de nombreuses contraintes, en particulier la difficulté de se procurer des animaux à réintroduire, avec l'annulation d'importation d'individus du Brésil, puis la mort d'un des deux individus importés de Singapour en 2016. En mars 2018, un rapport du Conseil général de l'environnement et du développement durable recommande une refondation du projet avec tous les acteurs concernés, et notamment avec la Région Guadeloupe, comprenant un chiffrage précis des moyens nécessaires et une analyse des risques. En octobre 2018, l'Union européenne suspend son aide financière (LIFE Sirenia) au programme de réintroduction et le ministère de l’Écologie choisi de reporter le programme. Le lamantin Kaï, importé de Singapour, quitte la Guadeloupe en octobre 2018.

## Aspects ethnographiques

Dents de lamantins des Caraïbes percées, trouvées à Marie-Galante sur un site de vie d'amérindiens.